# Methyl-2,3,4,6-tetra-O-benzyl-α-D-glucopyranosid
Methyl-2,3,4,6-tetra-O-benzyl-α-D-glucopyranosid ist eine chemische Verbindung, die sich von der Glucose ableitet. Es ist als Zwischenprodukt in der organischen Synthese von Bedeutung.

## Geschichte
Die Synthese von Methyl-2,3,4,6-tetra-O-benzyl-α-D-glucopyranosid wurde erstmals 1960 von Otto Theodor Schmidt et al. publiziert. Hierzu wurde das Edukt Methyl-α-D-glucopyranosid mit Benzylchlorid und Natriumhydroxid umgesetzt. Die Hydroxygruppen des Zuckers und Benzylchlorid reagieren dabei im Sinne einer Nukleophile Substitution ab.

## Gewinnung und Darstellung
Methyl-2,3,4,6-tetra-O-benzyl-α-D-glucopyranosid kann durch Säulenchromatographie mit einem Eluent der Zusammensetzung Benzol:Diethylether 40:1 oder Benzol:2-Butanon 30:1 aus den Produktgemischen isoliert werden.

### Nach Koto et al. 1982
Methyl-2,3,4,6-tetra-O-benzyl-α-D-glucopyranosid kann auch durch Titan(IV)-chlorid-vermittelte Epimerisierung aus der entsprechenden β-Verbindung gewonnen werden. Dieser Prozess ist innerhalb von wenigen Sekunden bzw. Minuten beendet und das Produktgemisch besteht nur noch zu 4 % aus der β-Verbindung.

### Nach Szeja 1988
2,3,4,6-Tetra-O-benzyl-α-D-glucopyranose wird mit Methanol glykosyliert. Um den Prozess zu begünstigen, wird in einem 2-Phasen-Medium gearbeitet. Die wässrige Phase ist eine konzentrierte Natriumhydroxid-Lösung und die chlororganische Phase besteht aus Dichlormethan mit Tosylchlorid. Als Phasentransferkatalysator dient Benzyltriethylammoniumchlorid (TEBAC bzw. hier „TEBA“). Bei diesem Prozess entsteht zunächst intermediär ein Anomerengemisch der 1-tosylierten Form des Zuckers. Daher wird auch schlussendlich ein solches Gemisch des Produktes erhalten. Die α-Form überwiegt dabei mit 75 %.